# Tät sötväppling
Tät sötväppling (Melilotus segetalis) är en ärtväxtart som först beskrevs av Felix de Silva Avellar Brotero, och fick sitt nu gällande namn av Nicolas Charles Seringe. Enligt Catalogue of Life ingår Tät sötväppling i släktet sötväpplingar och familjen ärtväxter, men enligt Dyntaxa är tillhörigheten istället släktet sötväpplingar och familjen ärtväxter. Arten förekommer tillfälligt i Sverige, men reproducerar sig inte. Inga underarter finns listade i Catalogue of Life.